# Арсура, Хоакин
Хоаки́н Арсу́ра (исп. Joaquín Arzura; род. 18 мая 1993[…], Кампана, Буэнос-Айрес) — аргентинский футболист, опорный полузащитник клуба «Индепендьенте Ривадавия».

## Клубная карьера
Молодёжную карьеру начал в 2011 году в клубе «Тигре». Профессиональный дебют состоялся 31 августа 2013 года в матче против «Кильмес». В том сезоне Арсура принял участие в 31 матче национального чемпионата.
4 января 2016 года подписал контракт с «Ривер Плейтом» на 3,5 года на сумму 1,5 миллиона долларов. В 2017 году был отдан в аренду в испанскую «Осасуну». В январе 2019 года на правах аренды стал выступать за уругвайский «Насьональ».
Был в составе олимпийской сборной Аргентины на Летние Олимпийские игры 2016 в Рио-де-Жанейро.

## Титулы и достижения
- Обладатель Кубка Аргентины (1): 2015/16
- Чемпион Уругвая (1): 2019
- Обладатель Суперкубка Уругвая (1): 2019